# Wydział Inżynierii Mechanicznej i Robotyki Akademii Górniczo-Hutniczej w Krakowie
Wydział Inżynierii Mechanicznej i Robotyki (skrót: IMiR lub WIMiR) – jest jednym z 18 wydziałów wchodzących w skład Akademii Górniczo-Hutniczej w Krakowie. W rankingu kategoryzacji z 2013 roku Ministerstwa Nauki i Szkolnictwa Wyższego, wydział ten został uznany za najlepszy w kraju.
Prowadzi kształcenie na kierunkach Mechanika i Budowa Maszyn, Automatyka Przemysłowa i Robotyka, Inżynieria Mechatroniczna, które od wielu lat są na jednym z trzech pierwszych miejsc w najbardziej opiniotwórczych rankingach, a także na unikalnych kierunkach jak Inżynieria Akustyczna oraz Inżynieria Mechaniczna i Materiałowa. Prowadzi także kształcenie w j. angielskim na kierunku Mechatronic Engineering posiadającym akredytację amerykańskiej instytucji ABET.
Siedziba Wydziału znajduje się w Kampusie Głównym AGH w Pawilonie B-2.

## Władze
Kadencja 2024–2028:
- Dziekan: dr hab. inż. Jarosław Konieczny, prof. AGH[2]
- Prodziekan ds. Nauki: dr hab. inż. Andrzej Klepka, prof. AGH
- Prodziekan ds. Kształcenia i Studenckich: dr hab. inż. Adam Pilch, prof. AGH
- Prodziekan ds. Ogólnych: dr hab. inż. Ryszard Machnik, prof. AGH
- Prodziekan ds. Kształcenia i Studenckich: dr inż. Jerzy Wojciechowski
- Prodziekan ds. Współpracy i Projektów: dr hab. inż. Marcin Kot, prof. AGH
- Kolegium Wydziału
- Komisje KW

## Kierunki i specjalizacje

### Mechanika i Budowa Maszyn[3]
- Eksploatacja i Technologia Maszyn i Pojazdów[4]
- Informatyka w Inżynierii Mechanicznej[5]
- Inżynieria Systemów Wytwarzania[6]
- Inżynieria Zrównoważonych Systemów Energetycznych[7]
- Maszyny do Robót Ziemnych i Transportu Bliskiego[8]
- Maszyny Górnicze[9]
- Komputerowe Wspomaganie Projektowania[10]
- Transport Linowy[11]
- Inżynieria Materiałów Konstrukcyjnych[12]

### Automatyka Przemysłowa i Robotyka[3]
- Automatyka i Metrologia[13]
- Automatyka w Górniczych Systemach Maszynowych[14]
- Automatyka w Systemach Transportowych[15]
- Robotyka[16]

### Inżynieria Mechatroniczna[3]
- Projektowanie Mechatroniczne[17]
- Wytwarzanie Mechatroniczne[18]

### Inżynieria Akustyczna[3]
- Inżynieria Dźwięku w Mediach i Kulturze[19]
- Drgania i Hałas w Technice i Środowisku[20]

### Mechatronic Engineering (z językiem angielskim jako wykładowym)
- Mechatronic Design

## Struktura organizacyjna
W skład Wydziału Inżynierii Mechanicznej i Robotyki wchodzi 9 katedr:
1. Katedra Inżynierii Maszyn i Transportu[21]
2. Katedra Systemów Wytwarzania[22]
3. Katedra Automatyzacji Procesów[23]
4. Katedra Systemów Energetycznych i Urządzeń Ochrony Środowiska[24]
5. Katedra Mechaniki i Wibroakustyki[25]
6. Katedra Robotyki i Mechatroniki[26]
7. Katedra Projektowania i Eksploatacji Maszyn[27]

## Historia wydziału

### Dziekani wydziału
- prof. Kazimierz Szawłowski(inne języki) (1952–1953)
- prof. Wacław Lesiecki(inne języki) (1953–1956)
- prof. Stanisław Markowski (1956–1960)
- prof. Jan Anioła[28] (1960–1962)
- prof. Mieczysław Damasiewicz (1962–1964)
- prof. Stanisław Markowski (1964–1966)
- prof. Eugeniusz Podoba (1966–1969)
- prof. Adam Siemieniec (1969–1975)
- prof. Zygmunt Drzymała (1975–1978)
- prof. Józef Giergiel (1978–1987)
- prof. Artur Bęben (1987–1990)
- prof. Andrzej Skorupa (1990–1996)
- prof. Janusz Kowal (1996–1999)
- prof. Wojciech Batko (1999–2002)
- prof. Włodzimierz Kowalski (2002–2005)
- prof. Janusz Kowal (2005–2012)
- prof. Antoni Kalukiewicz (2012-2020)
- prof. Krzysztof Mendrok (2020-2024)
- dr hab. inż. Jarosław Konieczny (2024–)

Wydział Inżynierii Mechanicznej i Robotyki jest jednym z najstarszych i największych Wydziałów Akademii Górniczo–Hutniczej w Krakowie. Prowadzi działalność naukową i dydaktyczną, kształcąc badaczy, inżynierów, nauczycieli akademickich i ludzi biznesu.
Początek funkcjonowania Wydziału datuje się na rok 1952, jednak idea jego utworzenia pojawiła się w Akademii Górniczej wcześniej, bo w 1922 roku, kiedy to prof. Jan Krauze skierował do Ministra Wyznań Religijnych i Oświecenia Publicznego postulat utworzenia osobnego wydziału mechanicznego z dwoma oddziałami: konstrukcyjnym i mechanicznym.

Następnie, w roku 1926, Ogólne Zebranie Profesorów Akademii Górniczej wypowiedziało się za utworzeniem na uczelni Wydziału Mechanicznego lub Elektromechanicznego.
Rozwój nauk mechanicznych nastąpił w Akademii Górniczo–Hutniczej po II Wojnie Światowej.

8 stycznia 1946 roku, na uczelni rozpoczęły działalność nowe wydziały, a wśród nich Wydział Elektromechaniczny, którego organizatorem i pierwszym dziekanem został prof. Jan Krauze.
W skład Wydziału weszły zakłady:
Maszynoznawstwa;
Mechaniki Teoretycznej;
Obróbki Mechanicznej Materiałów,
Silników Cieplnych oraz Pomp i Wentylatorów.
Wśród pracowników nie zabrakło uczonych reprezentujących dyscypliny mechaniczne:
Jan Krauze,
Wacław Olszak,
Witold Biernawski,
Stefan Ziemba,
Kazimierz Szawłowski.
Dla prof. Maksymiliana Tytusa Hubera utworzono Zakład Wyższych Zagadnień Mechaniki.

Ówcześni absolwenci Wydziału, w zależności od wybranego profilu kształcenia, otrzymywali tytuł magistra inżyniera mechanika lub magistra inżyniera elektryka.
W 1952 roku doszło do podziału Wydziału Elektromechanicznego na Wydział Elektryfikacji Górnictwa i Hutnictwa oraz Wydział Mechanizacji Górnictwa i Hutnictwa, od którego zaczyna się właściwa historia wydziału.
Pierwszym dziekanem został prof. Maksymilian Szawłowski.
W skład nowego Wydziału weszły:
1. Katedra i Zakład Maszyn Hutniczych (kierownik prof. Stanisław Zygmuntowicz),
2. Katedra Maszyn i Urządzeń Górniczych z trzema zakładami (kierownik prof. Wacław Lesiecki(inne języki)),
3. Katedra Maszynoznawstwa z dwoma zakładami (kierownik prof. Edmund Chromiński),
4. Katedra i Zakład Mechaniki Technicznej (kierownik prof. Mieczysław Damasiewicz),
5. Katedra i Zakład Technologii Mechanicznej (kierownik prof. Witold Biernawski),
6. Katedra i Zakład Wytrzymałości Materiałów (kierownik prof. Aleksander Lisowski).

Główną bazą dydaktyczną i naukową Wydziału został, oddany do użytku w 1953 roku, pawilon B−2 wraz z halą maszyn, a także przedwojenny budynek Laboratorium Maszynowego tzw. PKS.
W pierwszym roku działalności na Wydziale Mechanizacji Górnictwa i Hutnictwa studiowały 403 osoby.
Rok akademicki 1957/1958 przyniósł szereg zmian organizacyjnych na uczelni.

Wydział otrzymał nową nazwę – Maszyn Górniczych i Hutniczych, utworzono także nowe jednostki:
- Katedrę i Zakład Historii Techniki i Nauk Technicznych
- Katedrę Maszyn Przeróbki Kopalin.

Powstały także dwa punkty konsultacyjne: w Olkuszu i w Kielcach.

Drugi z nich przemieniono potem w Wyższą Szkołę Inżynierską, a następnie w Politechnikę Świętokrzyską.

W tym czasie wzrosła również liczba studentów na Wydziale Maszyn Górniczych i Hutniczych.

W roku akademickim 1964/1965 było ich 1355 (w tym 471 na studiach zaocznych i wieczorowych). W 1965 roku Wydział uzyskał uprawnienia nadawania stopnia naukowego doktora habilitowanego w zakresie mechaniki i budowy maszyn.
Rok 1969 przyniósł kolejne zmiany organizacyjne na wszystkich uczelniach w Polsce.

Na Wydziale Maszyn Górniczych i Hutniczych w miejsce katedr powstały instytuty:
1. Instytut Maszyn Górniczych, Przeróbczych i Automatyki (dyrektor prof. T. Kubiczek),
2. Instytut Maszyn Hutniczych i Automatyki (dyrektor prof. Jan Anioła),
3. Instytut Podstaw Konstrukcji Maszyn (dyrektor doc. M. Warszyński).

W 1974 roku na bazie Środowiskowego Laboratorium Drgań i Szumów (utworzonego w 1971 roku) oraz Zakładu Mechaniki Technicznej i Teorii Sterowania, powstał Instytut Mechaniki i Wibroakustyki.
W 1992 roku doszło do dalszego poszerzenia działalności naukowej i dydaktycznej Wydziału, który od tego czasu nosi, obowiązującą do dziś, nazwę – Wydział Inżynierii Mechanicznej i Robotyki.
W kolejnym roku powrócono do struktury katedralnej.

W miejsce czterech instytutów utworzono więc dziewięć katedr i zakładów:
1. Katedra Wytrzymałości i Technologii Maszyn (kierownik katedry: prof. dr hab. inż Andrzej Skorupa),
2. Katedra Maszyn Górniczych, Przeróbczych i Transportowych (kierownik katedry: prof. dr hab. inż. Antoni Kalukiewicz),
3. Katedra Urządzeń Technologicznych i Ochrony Środowiska (kierownik katedry: prof. zw. dr hab. inż. Zygmunt Drzymała),
4. Katedra Automatyzacji Procesów (kierownik katedry: prof. dr hab. inż. Janusz Kowal),
5. Katedra Maszyn i Urządzeń Energetycznych (kierownik katedry: prof. dr hab. inż. Stanisław Gumuła),
6. Katedra Transportu Linowego (kierownik katedry: dr hab. inż. Marian Wójcik, prof, AGH),
7. Katedra Mechaniki i Wibroakustyki (kierownik katedry: dr hab. inż. Jerzy Wiciak, prof. AGH),
8. Katedra Robotyki i Mechatroniki (kierownik katedry: prof. dr hab. inż. Tadeusz Uhl),
9. Katedra Wytrzymałości Materiałów i Konstrukcji (kierownik katedry: prof. dr hab. inż. Stanisław Wolny),
10. Pracownia Akustyki Strukturalnej i Materiałów Inteligentnych (kierownik pracowni: prof. dr hab. inż. Ryszard Panuszka),
11. Zakład Konstrukcji i Eksploatacji Maszyn (kierownik zakładu: dr hab. inż. Józef Salwiński, prof, AGH).